# Ка де Гати (Кремона)
Ка де Гати је насеље у Италији у округу Кремона, региону Ломбардија.
Према процени из 2011. у насељу је живело 40 становника. Насеље се налази на надморској висини од 33 м.